# تل رحال
تل رحال  قرية سوريّة تتبع إداريّاً لمحافظة حلب منطقة الباب ناحية مركز الباب، بلغ تعداد سكانها 2,866 نسمة حسب التعداد السكاني لعام 2004.